# Melilotus italicus
Melilotus italicus é uma espécie de planta com flor pertencente à família Fabaceae.
A autoridade científica da espécie é (L.) Lam., tendo sido publicada em Flore Françoise 2: 594. 1778.

## Portugal
Trata-se de uma espécie presente no território português, nomeadamente em Portugal Continental.
Em termos de naturalidade é nativa da região atrás indicada.

## Protecção
Não se encontra protegida por legislação portuguesa ou da Comunidade Europeia.